# Liberia (Costa Rica)
Koordinaten: 10° 38′ N, 85° 26′ W

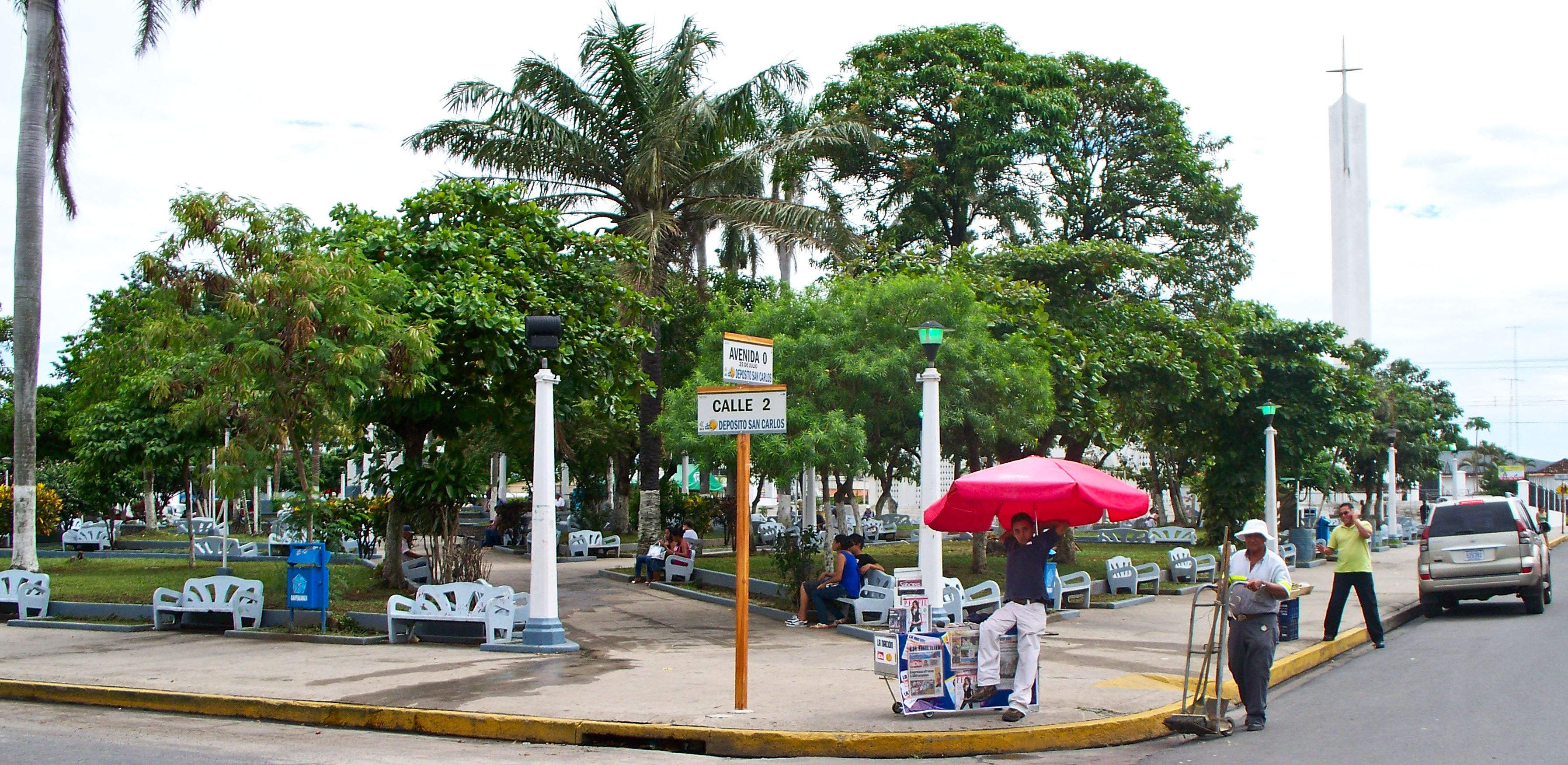
Eingang zum Zentralpark. Rechts im Hintergrund der Turm der Kathedrale.

Liberia liegt im Nordwesten des mittelamerikanischen Staates Costa Rica und ist die Hauptstadt der Provinz Guanacaste. Im Kanton der Stadt leben etwa 67.463 Einwohner. Neben Alajuela besitzt Liberia mit dem Aeropuerto Internacional Daniel Oduber Quirós den zweiten Internationalen Flughafen Costa Ricas. Er bietet Flüge nach Dallas, Houston, Atlanta, Miami und Charlotte an und wird von New York (JFK) direkt angeflogen. Nahe Liberia liegt auch der Nationalpark Rincón de la Vieja.

## Fiestas Cívicas
Im Februar jedes Jahres finden in Liberia die Fiestas Cívicas statt, bei welchen unter anderem eine Reiterparade, Bullenreiten, Theatervorführungen und Tanzveranstaltungen stattfinden.

## Städtepartnerschaften
- Palm Coast, Florida, USA

## Persönlichkeiten
- Cristian Gamboa (* 1989), Fußballspieler